# Abárzuza
Abárzuza (o Abartzuza in basco) è un comune spagnolo di 584 abitanti situato nella comunità autonoma della Navarra. Fa parte della comarca Tierra Estella ed è a 42 km da Pamplona e a 8 km da Estella.
È un piccolo comune montano all'altitudine di 509 metri s.l.m. nella Valle de Yerri. Questa valle si estende ai piedi delle sierre di Urbasa, Andia e Loquiz con i suoi paesetti fra coltivazioni di cereali, vigne, piantagioni di asparagi e di ortaggi di tutti i tipi nelle terre irrigue.
Il centro abitato si trova a diversi livelli per cui le sue vie hanno percorsi irregolari e si aprono a spiazzi aperti o piazze delle quali la maggiore è la Plaza de Fueros.
L'economia del piccolo comune, la cui popolazione è rimasta praticamente invariata per tutto il XX secolo a poco oltre i 500 abitanti, è basata essenzialmente sull'agricoltura e sull'allevamento del bestiame.

## Storia
Secondo la tradizione il paese fu fondato in epoca romana nel II secolo d.C. e, da documenti, risulta che nel 1198 appartenne a Sancho VII "El Fuerte" re di Navarra fra il 1194 al 1234, che lo donò alla Chiesa di Pamplona riservandosi solo il diritto di arruolare nel suo esercito gli abitanti del territorio in caso di guerra. Fu scenario di diversi episodi bellici nel corso delle guerre civili della Navarra dal 1453 al 1461 e nel 1460 fu conquistata dai Castigliani.
Amministrativamente fece parte della Merindad de Estella e del municipio di Valle del Yerri (chiamato anche soltanto Yerri) come luogo libero fino a quando nel 1851 con la riforma amministrativa del governo liberale spagnolo si staccò da Yerri diventando un comune autonomo.
Nel 1874, durante le guerre carliste, nei pressi del paese si svolse una famosa battaglia che viene appunto indicata col nome di "battaglia di Abarzuza".

## Monumenti e luoghi d'interesse
Nel paese ci sono diverse case nobiliari e signorili dei secoli XIV e XVIII e, in particolare, il Palacio de Alderaz del XVI secolo. La chiesa parrocchiale di Nuestra Seňora de la Asuncion di forme gotico-rinascimentali è del 1522 edificata sulla spazio di una precedente chiesa. L'Ermita de Santa Barbara gotica del 1500 è esterna al centro urbano.

## Dintorni
A 4 km Iranzu dove si trovano le imponenti rovine del Monasterio de Santa Maria la Real dell'ordine cistercense fondato nel 1176, la chiesa di San Adrian romanico-gotica dei secoli XII-XIII e il chiostro dei secoli XIII-XIV. Grazie alle numerose donazioni il Monastero si trovò ad essere proprietario di numerosi beni in tutta la Navarra, ma con la legge di desarmotisacion del XIX secolo lo Stato spagnolo se ne impossessò costringendo i vari ordini monastici a ridurre drasticamente i numerosi conventi di cui disponevano. I Cistercensi abbandonarono il Monastero di Iranzu che cadde in rovina, restando attiva soltanto una piccola parte occupata da un gruppo di monaci teatini. A partire dalla fine del secolo scorso è in atto una ristrutturazione ad opera di una fondazione laica.
A 11 km Iratxe (in castigliano Irache) col Monasterio de Nuestra Señora de Iratxe del XII secolo, sede di un'Università fino al 1933, con chiesa romanico-gotica del secolo XIII e un chiostro del XVI secolo.
A 27 km Los Arcos (in basco Urantzia) con l'Iglesia de la Asuncion del XV secolo.
Nelle vicinanze del paese esistono ben tre parchi naturali: il parco boscoso di Urbasa, in cui i fenomeni carsici hanno creato doline, grotte e canyon, quello di Audia pure ricco di boschi e con dolmen preistorico e il parco della Sierra de Loquiz, montagnoso con viste panoramiche sulla valle e sui picchi dei Pirenei.